# Bijela Gora, Ulcinj
Bijela Gora je naselje v Črni gori, ki upravno spada pod občino Ulcinj.

## Demografija
| Pregled števila prebivalstva po letih | Pregled števila prebivalstva po letih | Pregled števila prebivalstva po letih | Pregled števila prebivalstva po letih | Pregled števila prebivalstva po letih | Pregled števila prebivalstva po letih | Pregled števila prebivalstva po letih | Pregled števila prebivalstva po letih | Pregled števila prebivalstva po letih |
| ------------------------------------- | ------------------------------------- | ------------------------------------- | ------------------------------------- | ------------------------------------- | ------------------------------------- | ------------------------------------- | ------------------------------------- | ------------------------------------- |
| 1948                                  | 1953                                  | 1961                                  | 1971                                  | 1981                                  | 1991                                  | 2003                                  | 2011                                  | 2023                                  |
| 101                                   | 144                                   | 224                                   | 214                                   | 0                                     | 20                                    | 23                                    | 53                                    | 63                                    |